# Germania Inferior

A római birodalom Hadrianus idején (ur.: 117-38), a Rajna alsó folyásánál Germania Inferior császári provincia (ÉNY Németország, Dél-Hollandia, Kelet-Belgium), és az itt 125-ben állomásozó három légió.

Germania Inferior (Alsó-Germánia) a Római Birodalom egyik provinciája volt, a Rajna bal partján, amelyhez a mai Hollandia déli és nyugati területei, Flandria egyes részei és Észak-Rajna-Vesztfália tartoztak.
A provincia legfontosabb települései: Castra Vetera és Colonia Ulpia Traiana (mindkettő a mai Xanten közelében), Coriovallum (Heerlen), Albaniana (Alphen aan den Rijn), Lugdunum Batavorum (Katwijk), Forum Hadriani (Voorburg), Ulpia Noviomagus Batavorum (Nijmegen), Traiectum (Utrecht), Atuatuca Tungrorum (Tongeren), Bona (Bonn), és a provincia fővárosa, Colonia Agrippinensis (Köln).
Germania Inferior hadseregét a feliratokon az EX.GER.INF. (Exercitus Germania Inferior) rövidítéssel jelöltek. Több légió tartozott hozzá, ezek közül a I Minervia and XXX Ulpia Victrix légiók állomásoztak itt a leginkább állandóan. A római flottához tartozó Classis Germanica - amely a Rajnán és az Északi-tengeren való járőrözött - támaszpontja Castra Vetera volt, később Agrippinensis.
Germania Inferiorban Kr. e. 50 körül alapítottak az első római településeket. Kezdetben Gallia Belgica része volt, önálló provinciává 90-ben vált, majd később császári provincia lett. Germania Superiortól északra feküdt, és a két provincia együtt alkotta a római uralom alatti Germaniát. Nevében az Inferior jelző arra utalt, hogy a folyó alsó folyásánál helyezkedett el.

## Külső hivatkozások
- Livius.org: Germania inferior Archiválva 2020. június 7-i dátummal a Wayback Machine-ben
- https://web.archive.org/20021027093553/www.library.ucla.edu/yrl/reference/maps/blaeu/germania-inferior-nt.htm#qvarta_branbantiae Blaeu Atlas Germania Inferior

## Fordítás
- Ez a szócikk részben vagy egészben  a   Germania Inferior című angol Wikipédia-szócikk ezen változatának fordításán alapul.  Az eredeti cikk szerkesztőit annak laptörténete sorolja fel. Ez a jelzés csupán a megfogalmazás eredetét és a szerzői jogokat jelzi, nem szolgál a cikkben szereplő információk forrásmegjelöléseként.